# Wim Verbeke
Wim Verbeke (Antwerpen, 19 januari 1950 - aldaar, 3 maart 1992) was een Belgische regent moraal, muzikant, componist en toneelregisseur. Hij verwierf de meeste bekendheid met het jaarlijkse Sinterklaasspektakel van Kindervreugd in Antwerpen. 

## Carrière
Verbekes eerste theaterervaring was bij het cabaret van Bert Verhoye als pianist. In 1991 nam Verbeke de artistieke leiding over van Walter Groener in het Fakkeltheater te Antwerpen. Zijn specialiteit was jongerenmusicals waarvoor hij zelf de muziek schreef, zoals De Golf, Boerderij der dieren (samen met Rudi Delhem) en The Breakfast Club. Voor The Breakfast Club deed hij een beroep op de muziek van The Red Hot Chili Peppers. Verbeke was ook bij de Internationale Nieuwe Scène een tijdje actief.
Verbeke overleed op 3 maart 1992 vrij plots op 42-jarige leeftijd zodat hij bij de première van de rock-musical A Slice of Saturday Night die hij ook verwezenlijkt had niet kon bijwonen.